# Ymoja Vallis
L'Ymoja Vallis è una struttura geologica della superficie di Venere.